# Отав-Тюбе
Отав-Тюбе (варианты клх. им Энгельса, Атайтюбе) — кутан колхоза им. Ф.Энгельса Гумбетовского района Дагестана, расположенный в Бабаюртовском районе. Подчинен сельскому поселению Село Ингиши.

## Географическое положение
Кутан расположен на территории Бабаюртовского района в 3 км к северу от села Бабаюрт, у федеральной трассы Астрахань-Махачкала.

## История
Образовано как кутан колхоза имени Ф.Энгельса Гумбетовского района.